# Tyll Attila
Tyll Attila (névváltozata: Till Attila) (Szombathely, 1923. május 21. – Budapest, 2002. május 20.), Jászai Mari- és Aase-díjas magyar színművész, érdemes művész.

## Életpályája

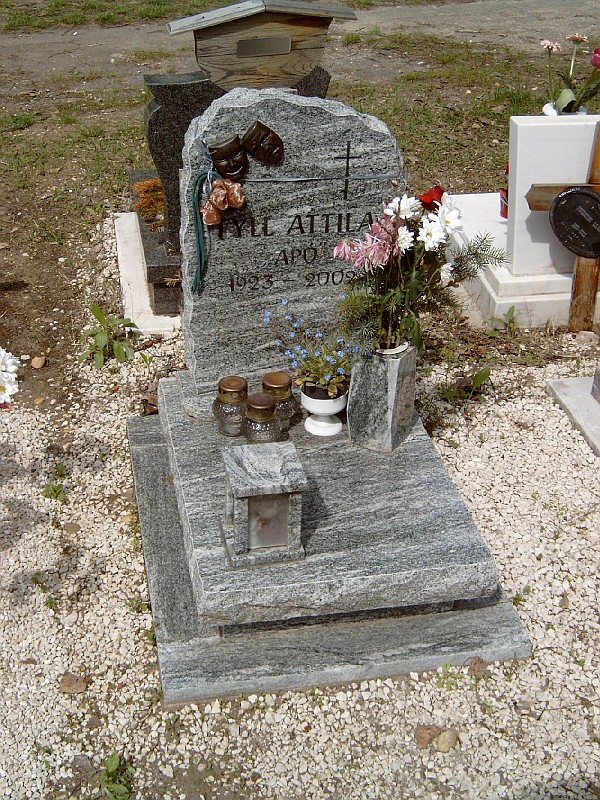
Tyll Attila sírja az Új köztemetőben (113/1.)

Tyll Ernő és Hollósy Margit első gyermekeként született. Két testvére volt, Margaretta és Ágoston.
1942-1945 között katona volt. 1945-1947 között hadifogoly volt Szovjetunióban. 1947-1949 között fuvarozással foglalkozott. 1949-1951 között a debreceni járási tanács egészségőre majd gyámügyi előadója volt.
1951-ben kezdte pályáját Debrecenben. A Színház- és Filmművészeti Főiskola levelező tagozatán 1955-ben szerzett diplomát. 1959-ben Szolnokra szerződött 1961-ig, majd 1962–1979 között a Nemzeti Színház tagja volt. 1964-1989 között rendszeresen szerepelt a gyulai Várszínházban.
Egy évadot (1979-1980) játszott a Békés megyei Jókai Színházban, hármat (1980-1983) pedig a József Attila Színházban. 1983-tól a Népszínház nyugdíjas művésze volt.
Tyll Attila színészi tehetsége a bonyolult karakterek megformázásában teljesedik ki. Megnyerő, kedves személyiségével gyorsan megbecsült tagja lett társulatainak. Simulékony természete, a konfliktusokat kerülő magatartása miatt a Nemzeti Színház egyik legtöbbet foglalkoztatott színésze vált belőle. A színtársulat, amelyben játszott, hamar befogadta, és rövidesen megkapta becenevét, ami csak a kivételesen tisztelt színészeknek járt, ő lett a színházi élet Apója.
A film és a televízió világa is gyorsan felfedezte magának az egyedi képességű művészt. Nagyszámú történelmi- és mesefilm szereplője lett; közülük kiemelkedik a Századunk című tv-sorozatban nyújtott alakítása, ahol Horthy Miklóst személyesítette meg.
Legfőbb hobbija volt a barkácsolás.

## Magánélete
1948-ban elvette feleségül Galgóczi Annát, akitől 3 gyermeke született: Margit (1949), Anna (1950), Katalin (1953).

## Díjai
- Jászai Mari-díj (1967)
- Érdemes művész (1983)
- Aase-díj (1992)
- A Magyar Köztársasági Érdemrend kiskeresztje (1998)

## Főbb szerepei
- Polonius, később Szellem (Shakespeare: Hamlet)
- Peacock (Bertolt Brecht–Kurt Weill: Koldusopera)
- Joseph Vallet (Müller Péter: Szemenszedett igazság)
- Padre apó (Illyés Gyula: Kiegyezés)
- Szilasi tanár úr (Németh László: Nagy család)
- Somlai (Csiky Gergely: Buborékok)
- Candy (John Steinbeck:  Egerek és emberek)
- Reimsi érsek; Úr (Shaw: Szent Johanna)
- Anzelm (Molière: A fösvény)
- Esküdtszéki elnök (Jókai Mór: A hulla férje)
- Fish (Edward Knoblauch: A faun)
- Athéni öreg (Shakespeare: Athéni Timon)
- Priamus (Shakespeare: Troilus és Cressida)
- Mikhál (Katona József: Bánk bán)

## Filmszerepei

### Játékfilmek
- Nappali sötétség (1963) – Gáspár
- Már nem olyan időket élünk (1964) – Igazgatóhelyettes
- Iszony (1965) – Pap
- Egy magyar nábob (1966)
- És akkor a pasas… (1966) – Nyomozó
- Változó felhőzet (1966) – Wagner-Bakos
- Utószezon (1966) – Liftes
- Ünnepnapok (1967) – Nyomozó
- Szevasz, Vera! (1967) – Adjunktus
- Tanúságtétel (1967; rövid játékfilm)
- Az utolsó kör (1968) – Orvos
- Feldobott kő (1968) – Szabados, osztályvezető
- Holdudvar (1968)
- Sziget a szárazföldön (1969) – Férj a felső emeleten
- Utazás a koponyám körül (1970) – Barát
- A fekete város 1-2. (1971)
- Plusz-mínusz egy nap (1972) – Csutor
- Kakuk Marci (1973) – Főigazgató
- Macskajáték (1974) – Józsi, Ilus férje
- Ki látott engem? (1977) – Káptalan
- Kísértés (1977) – Szállodai alkalmazott
- Mese habbal (1979) – Egy úr
- Csak semmi pánik (1982) – Rendőrfőnök
- Mennyei seregek (1983)
- Viadukt (1983) – Bíró
- A vörös grófnő 1-2. (1985)
- Az utolsó kézirat (1987)
- Tüske a köröm alatt (1987) – Kökényesi
- Hoppá (1993) – Baleset szemtanúja
- Sacra Corona (2001) – Bailiff Nádor

### Tévéfilmek, televíziós sorozatok
- Fáklyaláng (1962) – Batthyány Kázmér, külügyi miniszter
- Rab Ráby (1964) – Ferenc császár
- Egy nyugalmas vasárnap (1966) – Gálos
- Én, Strasznov Ignác, a szélhámos 1-2. (1966)
- Hétköznapi történet (1966)
- Látszat és valóság (1966)
- A Morrison-ügy (1967) – Mills kapitány
- Egy nap a paradicsomban (1967) – Gyolcsos
- Mocorgó (1967) – Hadnagy
- A férfi (1968) – Szuhy úr
- Az Aranykesztyű lovagjai 1-2. (1968)
- Bors (1968-1971) – Rhédey Gusztáv
- Hamis Nero (1968)
- Őrjárat az égen 1-4. (1969) – Polonyi
- Szerencsés álmokat! (1969)
- A fehér kór (1970)
- Egy önérzet története (1970)
- A fekete város 1-7. (1971) – Lőcsei szenátor
- A visszaeső bűnös (1971) – Börtönigazgató
- Ágis tragédiája (1971) – Ámfarés, a király tanácsosa
- Egy óra múlva itt vagyok (1971) – Von Grollstein
- Régi idők mozija (1971)
- Vargabetű (1971)
- Villa, a Lidón 1-4. (1971) – Ferrovese őrnagy
- Burok (1972)
- Három affér (1972)
- Kiskirályok 1-2. (1972)
- A menekülő herceg (1973) – Az osztrák császár
- Alvilági játékok (1973)
- Zrínyi 1-3. (1973) – Lobkowitz
- Zenés TV Színház: A szüzek városa (1973) – Közjegyző
- Asszony a viharban (1974)
- Az élet szerelmese (1974)
- Embersirató (1974)
- Felelet 1-6. (1974)
- Kaputt (1974)
- Méz a kés hegyén (1974)
- Portugál királylány (1974)
- Téli sport (1974) – A titkár
- Utazás a Holdba 1-3. (1974) – Barbicane
- Császárlátogatás (1975)[3]
- Csontváry (1975) – Rippl-Rónay József
- Különös mátkaság (1975)[3]
- Öt nap háború nélkül (1975) – Huber
- Soliom bűne (1975)
- A cárné összeesküvése (1976) – Alekszejev
- A lőcsi fehér asszony (1976)
- Győzelem (1976)
- Isten malmai (1976)
- Lincoln Ábrahám álmai (1976)
- Sakk, Kempelen úr! 1-3. (1976)
- A bunker 1-2. (1977) – Hall professzor
- A szabadság katonái 1-4. (1977)
- Doktor Senki (1977) – Képviselő
- Horváthné meghal (1977)
- Napforduló (1977)[4] – Báró
- Néró, a véres költő (1977) – Burrus
- Operabál 13. (1977)
- Petőfi 1-6. (1977) – Metternich herceg
- A váratlan utazás (1978)
- Az eltűnt miniatűr (1978)
- Mednyánszky (1978) – Wolfner
- Az aula (1979)
- IV. Henrik király (1979) – Siegfried, mainzi érsek
- Katonák (1979) – Tiszt
- Mesélő városok – Róma (1979)
- Tizenhat város tizenhat leánya (1979) – Lengyel király
- Utolsó üzenet (1979)
- Az isztambuli vonat 1-4. (1980) – Karády (1981-es magyar szinkron)
- Századunk (1980) – Horthy
- A hátvéd halála és feltámadása (1981) – Biczó tanár úr
- Megbízható úriember (1981)[5] – Oltvay
- Tündér Lala (1981) – Jusztin
- Búcsú a fegyverektől, azaz (1982)[6]
- Ítélet és igazság (1982)
- Liszt Ferenc (1982)
- Nyitott ház (1982)
- A sárkány menyegzője (1983)
- Egy lócsiszár virágvasárnapja (1983) – Mann
- Foltyn zeneszerző élete és munkássága (1983)
- Fürkész történetei (1983) – Több szerep
- Mint oldott kéve 1-7. (1983) – Idős pap
- Tizenhat város tizenhat leánya (1983) – Jagelló Ulászló
- Au nom de tous les miens (1984) – Pretre
- Helló, Einstein! (1984) – Barnes (1986-os magyar szinkron)
- Különös házasság 1-4. (1984) – Jablonczy kanonok
- T.I.R. (1984) (1987-es magyar szinkron)
- Bevégezetlen ragozás (1985)
- Kémeri 1-5. (1985) – Bónis Ferdinánd, „embercsempész“
- Széchenyi napjai 1-6. (1985) – Ferdinánd
- Tizenötezer pengő jutalom (1985) – Dr. Grúber, a védő
- A védelemé a szó 1-6. (1987) – Brunner Pali bácsi
- Senki nem tér vissza 1-5. (1987)
- Jubileum (1988) – Padányi
- Margarétás dal (1989)
- Egy államférfi vallomásai (1990)
- Rendhagyó feltámadás (1990)
- Devictus Vincit (1993) – Mészáros Tibor
- A Nagyúr 1-3. (2001)

### Rajz- és bábfilmek
- Kukori és Kotkoda II. (1971) – Kövér betörő róka (hang)
- Mézga Aladár különös kalandjai (1972) – További szereplők (hang)
- Mikrobi I. (1973) – Kaktuszok (hang)
- Kérem a következőt! (1973-1983) – További szereplők (hang)
- A legkisebb ugrifüles I. (1975) – Vakond (+ Bárány Frigyes, Szatmári István) (hang)
- Pom Pom meséi (1978-1981) – További szereplők (hang)
- Csipike, az óriás törpe (1984) – Sünapó (hang)
- Gréti…! (egy kutya feljegyzései) (1986) – Idős kutya (hang)

## Szinkronszerepei

### Filmek
| Év   | Cím                                                                         | Szereplő                                | Színész                  | Szinkron év |
| ---- | --------------------------------------------------------------------------- | --------------------------------------- | ------------------------ | ----------- |
| 1928 | Dzsingisz kán utóda                                                         | A megszálló csapatok parancsnoka        | A. Gyegyincev            | 1974        |
| 1931 | Éljen a szabadság!                                                          | Nagybácsi                               | Paul Ollivier            | 1983        |
| 1932 | Sanghaj expressz                                                            | Mr. Carmichael tiszteletes              | Lawrence Grant           | 1980        |
| 1933 | A kacsaleves                                                                | N/A                                     | N/A                      | 1981        |
| 1934 | Az utolsó milliárdos                                                        | Banco                                   | Max Dearly               | 1976        |
| 1936 | Éjjeli menedékhely                                                          | ?                                       | ?                        | 1986        |
| 1936 | Tarzan 03.: Tarzan szökése (1. magyar szinkron)                             | Masters                                 | E. E. Clive              | 1979        |
| 1937 | Az ötödik esküdt                                                            | N/A                                     | N/A                      | 1978        |
| 1937 | Száz férfi és egy kislány                                                   | John Cardwell                           | Adolphe Menjou           | 1976        |
| 1938 | A pék felesége                                                              | Maillefer                               | Édouard Delmont          | 1972        |
| 1939 | A játékszabály (1. magyar szinkron)                                         | Tábornok                                | Pierre Magnier           | 1971        |
| 1939 | Egyetemi éveim (2. magyar szinkron)                                         | Őr                                      | Lev Szverdlin            | 1974        |
| 1939 | Hulló csillagok                                                             | N/A                                     | N/A                      | 1974        |
| 1940 | A Manderley-ház asszonya                                                    | Giles Lacy őrnagy                       | Nigel Bruce              | 1978        |
| 1940 | Az ifjú Edison                                                              | Samuel „Sam” Edison                     | George Bancroft          | 1965        |
| 1940 | Mire jó a pletyka?                                                          | Frantisek Hruby, nagykereskedő          | Frantisek Paul           | 1985        |
| 1941 | Dohányföld                                                                  | Jeeter Lester                           | Charley Grapewin         | 1973        |
| 1941 | Imádlak, de elválok                                                         | Jones                                   | Harry Davenport          | 1977        |
| 1942 | Tarzan 06.: Tarzan New Yorkban (1. magyar szinkron)                         | Blake Norton, Tarzan ügyvédje           | Howard C. Hickman        | 1979        |
| 1943 | Akiért a harang szól                                                        | Miranda ezredes                         | Pedro de Cordoba         | 1969        |
| 1943 | Örök visszatérés                                                            | Amédée Frossin                          | Jean d’Yd                | 1976        |
| 1944 | A hetedik kereszt (2. magyar szinkron)                                      | Poldi Schlamm                           | Felix Bressart           | 1985        |
| 1945 | Kék rapszódia                                                               | N/A                                     | N/A                      | 1972        |
| 1946 | A félkegyelmű                                                               | N/A                                     | N/A                      | 1973        |
| 1946 | Még öt perc az élet                                                         | N/A                                     | N/A                      | 1976        |
| 1947 | A játék véget ért                                                           | N/A                                     | N/A                      | 1986        |
| 1947 | Tarzan 11.: Tarzan és a vadásznő (1. magyar szinkron)                       | Farrod király                           | Charles Trowbridge       | 1982        |
| 1948 | Biciklitolvajok                                                             | N/A                                     | N/A                      | 1983        |
| 1948 | Szent Johanna (1. magyar szinkron)                                          | Jean, Avranches püspöke                 | Taylor Holmes            | 1978        |
| 1949 | Egy jenki Artúr király udvarában                                            | Artúr király                            | Cedric Hardwicke         | 1977        |
| 1950 | A kikötő Máriája (1. magyar szinkron)                                       | N/A                                     | N/A                      | 1975        |
| 1950 | Az ördög szépsége                                                           | Mefisztó                                | Michel Simon             | 1972        |
| 1950 | Cyrano de Bergerac (1. magyar szinkron)                                     | Férfi Gazette-tel                       | Philip Van Zandt         | 1979        |
| 1950 | Rémület a színpadon (2. magyar szinkron)                                    | Gill sorhajókapitány                    | Alastair Sim             | 1980        |
| 1951 | Szépek szépe (1. magyar szinkron)                                           | N/A                                     | N/A                      | 1981        |
| 1952 | Királylány a feleségem                                                      | d’Estrée marsall                        | Henri Rollan             | 1969        |
| 1953 | Az urak a szőkéket szeretik                                                 | Idősebb Mr. Esmond                      | Taylor Holmes            | 1990        |
| 1953 | Egymillió fontos bankjegy (2. magyar szinkron)                              | Roderick Montpelier                     | Wilfrid Hyde-White       | 1988        |
| 1953 | Tokiói történet (1. magyar szinkron)                                        | Shukichi Hirayama                       | Riú Csisú                | 1976        |
| 1954 | Gyilkosság telefonhívásra                                                   | Hubbard főfelügyelő                     | John Williams            | 1984        |
| 1955 | 420-as urak                                                                 | N/A                                     | N/A                      | 1976        |
| 1955 | Édentől keletre                                                             | N/A                                     | N/A                      | 1972        |
| 1955 | Udvari bolond (1. magyar szinkron)                                          | Sir Ravenhurst                          | Basil Rathbone           | 1972        |
| 1956 | 80 nap alatt a Föld körül (2. magyar szinkron)                              | Hinshaw                                 | Harcourt Williams        | 1989        |
| 1956 | Az ember, aki túl sokat tudott                                              | Miniszterelnök                          | Alexis Bobrinskoy        | 1986        |
| 1956 | Az iszákosok utcája                                                         | Gorman Hendricks                        | Gorman Hendricks         | 1980        |
| 1956 | Sissi 2.: Sissi, az ifjú császárné                                          | Dr. Max Falk                            | Iván Petrovich           | 1991        |
| 1956 | Trapéz (1. magyar szinkron)                                                 | John Ringling North                     | Minor Watson             | 1976        |
| 1957 | A legszebb pillanat                                                         | N/A                                     | N/A                      | 1968        |
| 1957 | A meztelen igazság (1. magyar szinkron)                                     | Rendőrfelügyelő                         | John Stuart              | 1983        |
| 1957 | Cabiria éjszakái                                                            | A bűvész                                | Aldo Silvani             | 1972        |
| 1957 | Don Quijote                                                                 | Don Quijote                             | Nyikolaj Cserkaszov      | 1973        |
| 1957 | Visszatérek                                                                 | N/A                                     | N/A                      | 1963        |
| 1958 | A megbilincseltek (1. magyar szinkron)                                      | N/A                                     | N/A                      | 1966        |
| 1958 | Meg kell ölni                                                               | Juan Menda                              | Herbert Lom              | 1973        |
| 1959 | A köpeny                                                                    | ?                                       | ?                        | 1966        |
| 1959 | Archimedes, a csavargó (2. magyar szinkron)                                 | Brossard kapitány, nyugdíjas parancsnok | Noël Roquevert           | 1972        |
| 1959 | Az apáca története                                                          | Püspök                                  | Ludovice Bonhomme        | 1989        |
| 1959 | Ben Hur (1. magyar szinkron)                                                | Tiberius Caesar                         | George Relph             | 1982        |
| 1960 | Az édes élet                                                                | Toto Scalise, producer                  | Carlo Di Maggio          | 1972        |
| 1960 | Az utolsó tanú (2. magyar szinkron)                                         | Ricker bíró                             | Werner Hinz              | 1975        |
| 1960 | Betondzsungel                                                               | N/A                                     | N/A                      | 1969        |
| 1960 | Kallódó emberek (1. magyar szinkron)                                        | ?                                       | ?                        | 1964        |
| 1960 | Legénylakás (1. magyar szinkron)                                            | Joe Dobisch                             | Ray Walston              | 1970        |
| 1960 | Psycho (1. magyar szinkron)                                                 | Al Chambers seriff                      | John McIntire            | 1984        |
| 1961 | A fekete ló                                                                 | N/A                                     | N/A                      | 1973        |
| 1961 | A három testőr I. A királyné nyakéke (1. magyar szinkron)                   | Richelieu bíboros                       | Daniel Sorano            | 1976        |
| 1961 | A három testőr II. A Milady bosszúja (1. magyar szinkron)                   | Richelieu bíboros                       | Daniel Sorano            | 1976        |
| 1961 | A kék emberek titka (1. magyar szinkron)                                    | Don Pedro                               | Rafael Luis Calvo        | 1990        |
| 1961 | Álom luxuskivitelben (1. magyar szinkron)                                   | Doc Golightly                           | Buddy Ebsen              | 1973        |
| 1961 | Auguste                                                                     | N/A                                     | N/A                      | 1965        |
| 1961 | Az utolsó ítélet (1. magyar szinkron)                                       | N/A                                     | N/A                      | 1963        |
| 1961 | Fáklyásmenet                                                                | N/A                                     | N/A                      | 1978        |
| 1961 | Találkozás az ördöggel                                                      | Dr. Wexler                              | Martin Brandt            | 1979        |
| 1962 | Gyilkosság gyorsírásban                                                     | N/A                                     | N/A                      | 1967        |
| 1962 | Harmadik félidő                                                             | N/A                                     | N/A                      | 1963        |
| 1962 | Párizs rejtelmei                                                            | Monsieur Pipelet                        | Noël Roquevert           | 1982        |
| 1962 | San Michele                                                                 | N/A                                     | N/A                      | 1971        |
| 1963 | A párduc (1. magyar szinkron)                                               | Cavalier Chevally                       | Leslie French            | 1975        |
| 1963 | Banánhéj (1. magyar szinkron)                                               | Az igazi Bontemps                       | Charles Régnier          | 1974        |
| 1963 | Egy ember ára                                                               | Gerald Weaver                           | Alan Badel               | 1964        |
| 1963 | Egy kis csibész viszontagságai (1. magyar szinkron)                         | Balissard                               | Jean Lefebvre            | 1965        |
| 1963 | Folytassa, Jack! (2. magyar szinkron)                                       | A Királyi Tengerészet vezetője          | Cecil Parker             | 1981        |
| 1963 | Keserű aratás                                                               | N/A                                     | N/A                      | 1966        |
| 1963 | Kilenc óra Ráma oltáráig                                                    | Singh tábornok                          | Harry Andrews            | 1977        |
| 1963 | Különös pasas                                                               | Kapucinus barát                         | Carlo Campanini          | 1989        |
| 1963 | Maigret felügyelő – IV/5. rész: A halálraítélt ember                        | Lalinde ezredes                         | Terence de Marney        | 1971        |
| 1964 | A tábornok kutyája                                                          | Rampf tábornok                          | Paul Hoffmann            | 1973        |
| 1964 | A titokzatos Schut (1. magyar szinkron)                                     | Sir David Lindsay                       | Dieter Borsche           | 1978        |
| 1964 | Antoin Bigut elrablása                                                      | Robert                                  | Olivier Hussenot         | 1968        |
| 1964 | Awatar, avagy a lélekcsere                                                  | Dr. Charbonneau                         | Gustaw Holoubek          | 1966        |
| 1964 | Az ég kulcsa                                                                | Tábornok                                | N/A                      | 1965        |
| 1964 | Az én kis feleségem (1. magyar szinkron)                                    | N/A                                     | N/A                      | 1966        |
| 1964 | Bűntény a művészpanzióban                                                   | Colonta, a bűvész                       | Herbert Köfer            | 1965        |
| 1964 | Ez az én utcám                                                              | Limonádé                                | N/A                      | 1966        |
| 1964 | Limonádé Joe, avagy Koldusopera                                             | Mr. Goodman                             | Bohus Záhorský           | 1978        |
| 1964 | Old Shatterhand (1. magyar szinkron)                                        | Brandon seriff                          | Nikola Popović           | 1974        |
| 1964 | Papa, szerezz kiskutyát!                                                    | N/A                                     | N/A                      | 1970        |
| 1964 | Tökmagevő                                                                   | Mr. Armitage, Jake apja                 | Alan Webb                | 1982        |
| 1965 | A fehér asszony                                                             | N/A                                     | N/A                      | 1966        |
| 1965 | A hős, aki fél                                                              | Béd’a                                   | Rudolf Deyl              | 1966        |
| 1965 | Bolondok hajója (első-két magyar szinkron)                                  | Lowenthal                               | Heinz Rühmann            | 1969        |
| 1965 | Bolondok hajója (első-két magyar szinkron)                                  | Lowenthal                               | Heinz Rühmann            | 1976        |
| 1965 | Dr. von Kniprod                                                             | Dr. von Kniprode                        | Jan Kreczmar             | 1967        |
| 1965 | Egy nap                                                                     | N/A                                     | Peter Wienecke           | 1968        |
| 1965 | Falstaff (1. magyar szinkron)                                               | Pistol                                  | Michael Aldridge         | 1967        |
| 1965 | Háború és béke – 1. rész: Andrej Bolkonszkij                                | N/A                                     | N/A                      | 1967        |
| 1965 | Rendkívüli megbízatás                                                       | N/A                                     | N/A                      | 1967        |
| 1965 | Sartorius úr házai                                                          | Sartorius úr                            | Paul Hoffmann            | 1969        |
| 1965 | Tíz kicsi indián (2. magyar szinkron)                                       | Mr. Owen (hang)                         | Christopher Lee          | 1976        |
| 1965 | Üzlet a korzón                                                              | Toni Brtko                              | Jozef Kroner             | 1966        |
| 1966 | Az aszfalt                                                                  | N/A                                     | Joaquín Dicenta          | 1969        |
| 1966 | Egy ember az örökkévalóságnak (2. magyar szinkron)                          | A bíróság elnöke                        | Jack Gwillim             | 1989        |
| 1966 | Egymillió karátos ötlet, avagy a Róka nyomában (1. magyar szinkron)         | Polio                                   | Paolo Stoppa             | 1978        |
| 1966 | Hogyan kell egymilliót lopni? (2. magyar szinkron)                          | Grammont                                | Fernand Gravey           | 1982        |
| 1966 | Hol a harmadik király?                                                      | N/A                                     | N/A                      | 1967        |
| 1966 | Kedves csirkefogó                                                           | Otto Hanz, a hajó kapitánya             | Peter Carsten            | 1973        |
| 1966 | Korunk hőse                                                                 | Makszim Makszimovics                    | Alekszej Csernov         | 1974        |
| 1966 | Madarak és ragadozómadarak                                                  | Toto / Cicillo barát                    | Totò                     | 1977        |
| 1966 | Maigret felügyelő csapdája                                                  | Lognon felügyelő                        | Alfred Adam              | 1969        |
| 1966 | Mona Lisa tolvaja                                                           | Felügyelő                               | N/A                      | 1966        |
| 1966 | Sógorom, a zugügyvéd (1. magyar szinkron)                                   | Specialista                             | Bartlett Robinson        | 1968        |
| 1967 | A Kreml toronyórája                                                         | Lenin                                   | Borisz Szmirnov          | 1971        |
| 1967 | Esküvő istenigazából (2. magyar szinkron)                                   | Apa                                     | František Filipovský     | 1983        |
| 1967 | Folytassa az idegenlégióban! (1. magyar szinkron)                           | N/A                                     | N/A                      | 1982        |
| 1967 | Folytassa, doktor! (1. magyar szinkron)                                     | Mr. Hardcastle                          | Deryck Guyler            | 1970        |
| 1967 | Forró éjszakában (1. magyar szinkron)                                       | Schubert polgármester                   | William Schallert        | 1971        |
| 1967 | Helga                                                                       | Riportalany                             | N/A                      | 1969        |
| 1967 | Tanár úrnak szeretettel (1. magyar szinkron)                                | Weston                                  | Geoffrey Bayldon         | 1969        |
| 1967 | Válás amerikai módra                                                        | Bíró                                    | N/A                      | 1973        |
| 1967 | Vihar délen (2. magyar szinkron)                                            | Carter Sillens                          | Jim Backus               | 1979        |
| 1968 | A bika jegyében                                                             | N/A                                     | N/A                      | 1983        |
| 1968 | A csendőr 3.: A csendőr nősül (1. magyar szinkron)                          | Berthier, az ezredes segédje            | René Berthier            | 1969        |
| 1968 | A kacsa ½ 8-kor csenget (1. magyar szinkron)                                | Kiabáló férfi az autópályán             | N/A                      | 1969        |
| 1968 | A sólyom nyomában                                                           | N/A                                     | N/A                      | 1968        |
| 1968 | A tetovált férfi                                                            | N/A                                     | N/A                      | 1969        |
| 1968 | Az Olsen-banda 01.: Olsen bandája (1. magyar szinkron)                      | Egon Olsen                              | Ove Sprogøe              | 1970        |
| 1968 | Az örök fiatalság birodalma                                                 | N/A                                     | N/A                      | 1970        |
| 1968 | Die Lederstrumpferzählungen – 3. rész: Indiánkaland Ontarióban              | Bíró                                    | N/A                      | 1976        |
| 1968 | Egyiket a másik után                                                        | N/A                                     | N/A                      | 1985        |
| 1968 | Estély habfürdővel (1. magyar szinkron)                                     | Dunphy képviselő                        | Tom Quine                | 1978        |
| 1968 | Helga és Michael                                                            | N/A                                     | N/A                      | 1975        |
| 1968 | Heroin                                                                      | N/A                                     | N/A                      | 1968        |
| 1968 | Hétszer hét (1. magyar szinkron)                                            | Bodoni                                  | Raimondo Vianello        | 1970        |
| 1968 | Hurrá, van seriffünk! (1. magyar szinkron)                                  | Danby papa                              | Walter Brennan           | 1984        |
| 1968 | Lángok az Adrián                                                            | N/A                                     | N/A                      | 1970        |
| 1968 | Mint a bagoly nappal                                                        | N/A                                     | N/A                      | 1968        |
| 1968 | Ne búsulj!                                                                  | N/A                                     | N/A                      | 1970        |
| 1968 | Ölj meg, csak csókolj!                                                      | KalauzLovasrendőr                       | N/A                      | 1969        |
| 1968 | Pajzs és kard                                                               | Lansdorf                                | Vaclav Dvorzseckij       | 1968        |
| 1968 | Rómeó és Júlia (első-két magyar szinkron)                                   | Lőrinc barát                            | Milo O’Shea              | 1970        |
| 1968 | Rómeó és Júlia (első-két magyar szinkron)                                   | Lőrinc barát                            | Milo O’Shea              | 1981        |
| 1968 | Tarzan és a dzsungel fia (1. magyar szinkron)                               | Otala                                   | N/A                      | 1983        |
| 1968 | Vágta a völgyben                                                            | Balbar                                  | Dagba Dondukov           | 1970        |
| 1968 | Volt egyszer egy Vadnyugat (1. magyar szinkron)                             | Seriff, árverésvezető                   | Keenan Wynn              | 1982        |
| 1969 | A génuai hölgy                                                              | Linus professzor                        | Hans-Peter Minetti       | 1971        |
| 1969 | A szicíliaiak klánja (1. magyar szinkron)                                   | Bordier felügyelő                       | André Thorent            | 1971        |
| 1969 | Asszony az ajtóban                                                          | N/A                                     | N/A                      | 1973        |
| 1969 | Bindelmann kolléga                                                          | Arthur Bindelmann                       | Heinz Peter Scholz       | 1972        |
| 1969 | Bűntény a Via Venetón                                                       | N/A                                     | N/A                      | 1970        |
| 1969 | Címe ismeretlen                                                             | Jacques Loring                          | Paul Crauchet            | 1976        |
| 1969 | Ha kedd van, akkor ez Belgium (1. magyar szinkron)                          | Fred Ferguson                           | Murray Hamilton          | 1970        |
| 1969 | Hotel Royal                                                                 | René Blair                              | Hanns Ernst Jäger        | 1982        |
| 1969 | Kényelmetlen helyzetek                                                      | N/A                                     | N/A                      | 1974        |
| 1969 | Néma barátok                                                                | Rendőrfőnök                             | N/A                      | 1970        |
| 1969 | Személyiségcsere                                                            | N/A                                     | N/A                      | 1972        |
| 1969 | Távol a naptól                                                              | N/A                                     | N/A                      | 1970        |
| 1970 | A cár tisztje és a komisszár                                                | Dmitrij Amelin                          | Sztanyiszlav Ljubsin     | 1971        |
| 1970 | A völgy lilioma                                                             | M. de Mortsauf                          | Georges Marchal          | 1971        |
| 1970 | Az utolsó völgy (1. magyar szinkron)                                        | Hoffman                                 | Arthur O’Connell         | 1980        |
| 1970 | Az ügyvéd (1. magyar szinkron)                                              | Eric P. Scott                           | Harold Gould             | 1972        |
| 1970 | Bűn és bűnhődés                                                             | Marmeladov                              | Jevgenyij Lebegyev       | 1970        |
| 1970 | Cromwell (1. magyar szinkron)                                               | Károly király                           | Alec Guinness            | 1971        |
| 1970 | Cseljuskin                                                                  | Bobrov                                  | Jürgen Frohriep          | 1975        |
| 1970 | De én nem akarok megnősülni!                                                | Mr. Good                                | Harry Morgan             | 1973        |
| 1970 | Dodeszukaden                                                                | N/A                                     | N/A                      | 1976        |
| 1970 | Dráma a vadászaton                                                          | Urbenyin                                | Vlagyimir Szamojlov      | 1975        |
| 1970 | Farkasok ideje                                                              | N/A                                     | N/A                      | 1979        |
| 1970 | Kis nagy ember (első-két magyar szinkron)                                   | George Armstrong Custer tábornok        | Richard Mulligan         | 1973        |
| 1970 | Kis nagy ember (első-két magyar szinkron)                                   | Jack Crabb idősen                       | Dustin Hoffman           | 1982        |
| 1970 | Megrázkódtatás                                                              | Ikonfestő                               | Mark Percovszkij         | 1972        |
| 1970 | Menekülés                                                                   | Korzuhin                                | Jevgenyij Jevsztyignyeev | 1972        |
| 1970 | Négy gyilkosság elég lesz, kedvesem!                                        | Sheridan                                | František Filipovský     | 1971        |
| 1970 | Sherlock Holmes magánélete (1. magyar szinkron)                             | Idegenvezető a kastélyban               | N/A                      | 1972        |
| 1971 | A fogoly ítéletre vár                                                       | Nagykövet a szerződéskötésnél           | N/A                      | 1973        |
| 1971 | Az Anderson-magnószalagok                                                   | Pop                                     | Stan Gottlieb            | 1979        |
| 1971 | Az Androméda-törzs (1. magyar szinkron)                                     | Dr. Charles Dutton                      | David Wayne              | 1973        |
| 1971 | Csakazértis nagypapa (1. magyar szinkron)                                   | Joseph P. Kotcher                       | Walter Matthau           | 1987        |
| 1971 | Egy marék dinamit (1. magyar szinkron)                                      | N/A                                     | N/A                      | 1984        |
| 1971 | Halál Velencében                                                            | N/A                                     | N/A                      | 1977        |
| 1971 | Hurrá, van bérgyilkosunk! (1. magyar szinkron)                              | Doc Schultz                             | Dub Taylor               | 1990        |
| 1971 | Kardiogram                                                                  | N/A                                     | N/A                      | 1972        |
| 1971 | Kis tragédiák                                                               | Baron                                   | Bruno Frejndlih          | 1975        |
| 1971 | Látszólag ok nélkül                                                         | Rendőrfőnök                             | Jean-Jacques Delbo       | 1973        |
| 1971 | Lola                                                                        | N/A                                     | N/A                      | 1975        |
| 1971 | Lövés a lángokból                                                           | N/A                                     | N/A                      | 1972        |
| 1971 | Minden lében két kanál – 4. rész: Cserelord (2. magyar szinkron)            | Moorehead                               | Arthur Brough            | 1984        |
| 1971 | Minden lében két kanál – 6. rész: Történelmi pillanat (1. magyar szinkron)  | A tábornok                              | Geoffrey Toone           | 1984        |
| 1972 | A burzsoázia diszkrét bája                                                  | Dufour                                  | Julien Bertheau          | 1979        |
| 1972 | A fekete gyertya fénye                                                      | N/A                                     | rowspan="2"              | 1976        |
| 1972 | A felső tízezer                                                             | Lord                                    | Llewellyn Rees           |             |
| 1972 | A fogadás                                                                   | ?                                       | František Zvarík         | 1975        |
| 1972 | A Sullen-nővérek                                                            | N/A                                     | N/A                      | 1986        |
| 1972 | A teremtés koronája                                                         | Zólyom Ákos                             | Rolf Herricht            | 1974        |
| 1972 | Az Olsen-banda 04.: Az Olsen banda nagy fogása (1. magyar szinkron)         | Egon Olsen                              | Ove Sprogøe              | 1974        |
| 1972 | Dodin Bouffant élete és szenvedélye                                         | Beaubois                                | Olivier Hussenot         | 1978        |
| 1972 | És az eső elmos minden nyomot…                                              | Főkönyvelő                              | N/A                      | 1977        |
| 1972 | Hatan hetedhét országon át (1. magyar szinkron)                             | N/A                                     | N/A                      | 1973        |
| 1972 | Híres szökések – 2. rész: A sakkjátékos                                     | Dr. Orlovski                            | Roger Dumas              | 1974        |
| 1972 | Híres szökések – 6. rész: A gall rabszolga                                  | Theodoric frank király                  | Michel Vitold            | 1973        |
| 1972 | Horgászparti                                                                | N/A                                     | N/A                      | 1978        |
| 1972 | Lázadás a buszon (1. magyar szinkron)                                       | N/A                                     | N/A                      | 1973        |
| 1972 | Már nem félek a napfénytől                                                  | Milord                                  | Vittorio De Sica         | 1982        |
| 1972 | Menyegző                                                                    | Parancsnok                              | Czesław Wołłejko         | 1973        |
| 1972 | Monológ                                                                     | N/A                                     | N/A                      | 1974        |
| 1972 | Solaris                                                                     | Kelvin apja                             | Nyikolaj Grinyko         | 1976        |
| 1972 | Szemurg                                                                     | Jalmagiz                                | Artik Dzsallijev         | 1976        |
| 1972 | Tecumseh                                                                    | N/A                                     | N/A                      | 1973        |
| 1972 | Testvérem, Tilli                                                            | Lerche papa                             | Helmut Schellhardt       | 1975        |
| 1972 | Vigyázat, vadnyugat! (1. magyar szinkron)                                   | Öreg kocsis                             | Steffen Zacharias        | 1984        |
| 1973 | A gyanú                                                                     | N/A                                     | N/A                      | 1975        |
| 1973 | A három testőr, avagy a királyné gyémántjai (1. magyar szinkron)            | Treville                                | Georges Wilson           | 1985        |
| 1973 | A Sakál napja                                                               | St. Clair                               | Barrie Ingham            | 1981        |
| 1973 | A vörös róka                                                                | Albert                                  | Norbert Christian        | 1976        |
| 1973 | Amarcord                                                                    | ÜgyvédFérfi a partin                    | N/A                      | 1984        |
| 1973 | Baráti szolgálat                                                            | Alec                                    | Ronald Fraser            | 1978        |
| 1973 | Barátságos arcot kérek!                                                     | N/A                                     | N/A                      | 1975        |
| 1973 | Égő pajták                                                                  | Pierre                                  | Paul Crauchet            | 1975        |
| 1973 | Eljő a jeges                                                                | Harry Hope                              | Fredric March            | 1983        |
| 1973 | Gawain és a zöld lovag                                                      | N/A                                     | N/A                      | 1975        |
| 1973 | Három mogyoró Hamupipőkének (1. magyar szinkron)                            | A király                                | Rolf Hoppe               | 1974        |
| 1973 | Hazatérés                                                                   | Sam                                     | Cyril Cusack             | 1984        |
| 1973 | Kicsit közelebb a felhőkhöz                                                 | Magnus                                  | Kurt Böwe                | 1977        |
| 1973 | Lázár szeszélyei                                                            | Jacenty                                 | Henryk Borowski          | 1976        |
| 1973 | Nem adom a lányom                                                           | Alekszej Nyikolajevics                  | Pavel Kormunyin          | 1975        |
| 1973 | Nem zörög a haraszt                                                         | N/A                                     | N/A                      | 1975        |
| 1973 | Só                                                                          | Nikola parancsnok                       | Darko Damevski           | 1975        |
| 1973 | Szerencsés utat!                                                            | N/A                                     | N/A                      | 1978        |
| 1973 | Tolvajok és festmények                                                      | Felügyelő                               | Luigi Castellato         | 1978        |
| 1973 | Tűzoltókocsit veszünk!                                                      | Clasen                                  | Erwin Geschonneck        | 1973        |
| 1974 | A börtön                                                                    | N/A                                     | N/A                      | 1978        |
| 1974 | A cél kiválasztása                                                          | Joffe                                   | Nyikolaj Volkov          | 1981        |
| 1974 | A keresztapa II. (1. magyar szinkron)                                       | Szenátusi bizottság elnöke              | William Bowers           | 1983        |
| 1974 | A választ csak a szél ismeri                                                | John Keelwood                           | Anton Diffring           | 1978        |
| 1974 | A világ közepe (1. magyar szinkron)                                         | N/A                                     | N/A                      | 1980        |
| 1974 | Az előkelő alvilág                                                          | N/A                                     | N/A                      | 1976        |
| 1974 | Az Olsen-banda 06.: Az Olsen banda boldogul (1. magyar szinkron)            | Egon Olsen                              | Ove Sprogøe              | 1981        |
| 1974 | Diplomatatáska                                                              | Luke                                    | Wolfgang Preiss          | 1978        |
| 1974 | Hogyan fojtsuk vízbe, avagy kétéltűek tündöklése és bukása                  | Bertík                                  | František Filipovský     | 1976        |
| 1974 | Júdás megégetése                                                            | N/A                                     | N/A                      | 1978        |
| 1974 | Öt párna egy éjszakára                                                      | N/A                                     | N/A                      | 1989        |
| 1974 | San Francisco utcáin – III/20. rész: A félelem folyója (1. magyar szinkron) | Dr. White                               | Paul Fix                 | 1982        |
| 1974 | Szerelmesek románca                                                         | Vice admirális                          | Nyikolaj Grinyko         | 1976        |
| 1974 | Váltságdíj                                                                  | Denver                                  | Norman Bristow           | 1982        |
| 1974 | Városok és évek                                                             | Fjodor Lependin                         | Nyikolaj Grinyko         | 1978        |
| 1975 | A fehér hajó                                                                | Orozkul                                 | Orozbek Kutmanalijev     | 1977        |
| 1975 | A Keselyű három napja (1. magyar szinkron)                                  | Dr. Ferdinand Lappe                     | Don McHenry              | 1978        |
| 1975 | Az özvegyember                                                              | N/A                                     | N/A                      | 1978        |
| 1975 | Egy zseni, két haver, egy balek (1. magyar szinkron)                        | Don Felipe, a pap                       | Friedrich von Ledebur    | 1980        |
| 1975 | Ez a kedves Viktor                                                          | Victor Lasalle                          | Jacques Dufilho          | 1976        |
| 1975 | Gyémánt-akció                                                               | Otto V. Nolmar                          | Algimantasz Maszjulisz   | 1977        |
| 1975 | Hárman a világ végén                                                        | N/A                                     | N/A                      | 1981        |
| 1975 | Huckleberry Finn                                                            | Mark Twain                              | Royal Dano               | 1979        |
| 1975 | Keressük Gattot!                                                            | N/A                                     | N/A                      | 1976        |
| 1975 | Nyugalmazott ezredes                                                        | Polunyin ezredes                        | Nyikolaj Grinyko         | 1978        |
| 1975 | Öngyilkosság vagy gyilkosság                                                | Gyagilev professzor                     | Vlagyimir Zelgyin        | 1977        |
| 1975 | Száll a kakukk fészkére (1. magyar szinkron)                                | Dr. John Spivey                         | Dean R. Brooks           | 1977        |
| 1975 | Szerelem a romok között                                                     | N/A                                     | N/A                      | 1977        |
| 1975 | Szöktetés (2. magyar szinkron)                                              | Henderson                               | Sidney Clute             | 1984        |
| 1975 | Zsoldoskatona                                                               | Mariano De Trani                        | Jacques Dufilho          | 1977        |
| 1976 | A szegények kapitánya                                                       | Kormányzó Nagybányán                    | Lohinszky Loránd         | 1978        |
| 1976 | A vadon szava                                                               | N/A                                     | N/A                      | 1978        |
| 1976 | Buffalo Bill és az indiánok                                                 | Öreg katona                             | Humphrey Gratz           | 1979        |
| 1976 | Csak egy asszony…                                                           | Gérard Gailland                         | François Périer          | 1977        |
| 1976 | Déltől háromig (1. magyar szinkron)                                         | Bíró                                    | N/A                      | 1983        |
| 1976 | Flor asszony és két férje                                                   | N/A                                     | N/A                      | 1982        |
| 1976 | Nuki majom kalandjai                                                        | Alekszandr Andrejevics                  | Alekszandr Vokacs        | 1978        |
| 1976 | Nyugati szélben nem hallani a lövést                                        | Dr. Schlünz                             | Ernst Fritz Fürbringer   | 1979        |
| 1976 | Péter cár és a szerecsen                                                    | Balakirev                               | Mihail Gluzszkij         | 1978        |
| 1976 | Pons bácsi                                                                  | Pons bácsi                              | Henri Virlojeux          | 1979        |
| 1976 | Rózsaszín párduc 5.: A rózsaszín párduc újra lecsap (1. magyar szinkron)    | Hugo Fassbender professzor              | Richard Vernon           | 1991        |
| 1976 | Todo modo                                                                   | Voltrano                                | Ciccio Ingrassia         | 1979        |
| 1976 | Vörös és fekete                                                             | N/A                                     | N/A                      | 1979        |
| 1977 | A bölcsesség elnyerése                                                      | Strachey tiszteletes                    | Barry Humphries          | 1988        |
| 1977 | A szökött fegyenc                                                           | Korzsajev                               | Arszenyij Barszkij       | 1980        |
| 1977 | A Tichborne-ügy                                                             | Bowker                                  | Peter Gwynne             | 1979        |
| 1977 | Édeni történet                                                              | Dr. Kirby                               | Sigfrit Steiner          | 1982        |
| 1977 | Lila taxi (1. magyar szinkron)                                              | Dr. Seamus Scully                       | Fred Astaire             | 1982        |
| 1977 | Valamit valamiért                                                           | N/A                                     | N/A                      | 1980        |
| 1978 | 39 lépcsőfok (1. magyar szinkron)                                           | Scudder                                 | John Mills               | 1985        |
| 1978 | A nagy vonatrablás (1. magyar szinkron)                                     | Edgar Trent                             | Alan Webb                | 1981        |
| 1978 | A XIX. század grúz krónikája                                                | Irodavezető                             | Ramaz Cshikvadze         | 1986        |
| 1978 | Államérdek                                                                  | N/A                                     | N/A                      | 1979        |
| 1978 | Asszonyok kiáltása                                                          | N/A                                     | N/A                      | 1980        |
| 1978 | Az Olsen-banda 10.: Az Olsen banda hadba száll (1. magyar szinkron)         | Egon Olsen                              | Ove Sprogøe              | 1985        |
| 1978 | Gutenberg                                                                   | Gutenberg                               | Wolfgang Sasse           | 1982        |
| 1978 | Janka hercegnő                                                              | N/A                                     | N/A                      | 1982        |
| 1978 | Óvakodj a törpétől (1. magyar szinkron)                                     | Rupert Stiltskin                        | Marc Lawrence            | 1980        |
| 1978 | Rómeó és Júlia                                                              | Escalus herceg                          | Laurence Naismith        | 1980        |
| 1979 | A 25 millió fontos váltságdíj                                               | Shaw                                    | Lindsay Campbell         | 1987        |
| 1979 | A herceg és a csillaglány                                                   | Kacafírek                               | František Filipovský     | 1981        |
| 1979 | A wilkói kisasszonyok                                                       | N/A                                     | N/A                      | 1980        |
| 1979 | Cseresznyefák                                                               | N/A                                     | N/A                      | 1981        |
| 1979 | Erdősor utca 19.                                                            | Richard Matuschke                       | Erwin Geschonneck        | 1982        |
| 1979 | Hurrikán                                                                    | Malone atya                             | Trevor Howard            | 1991        |
| 1979 | Isten hozta, Mister!                                                        | Benjamin Turnbull Rand                  | Melvyn Douglas           | 1984        |
| 1979 | Késői szerelem                                                              | Pete Ferguson                           | Jack Albertson           | 1984        |
| 1979 | Meteor (1. magyar szinkron)                                                 | Elnök                                   | Henry Fonda              | 1991        |
| 1979 | Piedone 4.: Piedone Egyiptomban (1. magyar szinkron)                        | Cerullo professzor                      | Leopoldo Trieste         | 1980        |
| 1979 | Rabbi a vadnyugaton (1. magyar szinkron)                                    | Fő rabbi                                | Leo Fuchs                | 1991        |
| 1979 | Szeget szeggel                                                              | Escalus                                 | Kevin Stoney             | 1980        |
| 1979 | V. Henrik                                                                   | Bardolph                                | Gordon Gostelow          | 1982        |
| 1979 | Viaszfigura                                                                 | Fogházigazgató                          | Bernard Archard          | 1982        |
| 1980 | A cattarói matrózok                                                         | N/A                                     | N/A                      | 1983        |
| 1980 | A kristálytükör meghasadt (1. magyar szinkron)                              | Az őrnagy                               | Eric Dodson              | 1985        |
| 1980 | A túlélés ára                                                               | Öreg Jim, a taxis                       | Ben Dova                 | 1981        |
| 1980 | Aranyeső Yuccában                                                           | Popsy                                   | Piero Trombetta          | 1985        |
| 1980 | Athéni Timon                                                                | Öreg athéni                             | Sebastian Shaw           | 1983        |
| 1980 | Csillagok háborúja V. – A Birodalom visszavág (1. magyar szinkron)          | Yoda (hang)                             | Frank Oz                 | 1981        |
| 1980 | De doktor!…                                                                 | Dr. Sebastian Flanke                    | Vlastimil Brodský        | 1982        |
| 1980 | Figyelmeztetés                                                              | N/A                                     | N/A                      | 1986        |
| 1980 | Gaudeamus                                                                   | Sana                                    | Milos Nedbal             | 1985        |
| 1980 | Gideon trombitája                                                           | Clarence Earl Gideon                    | Henry Fonda              | 1985        |
| 1980 | Határsáv (1. magyar szinkron)                                               | Carl J. Richards                        | Bert Remsen              | 1988        |
| 1980 | Kaparj kurta… (1. magyar szinkron)                                          | Evzen Novák                             | Jirí Sovák               | 1982        |
| 1980 | Kilenctől ötig                                                              | Russell Tinsworthy                      | Sterling Hayden          | 1982        |
| 1980 | Miért nem hívták Evanst?                                                    | Dr. Thomas                              | Bernard Miles            | 1982        |
| 1980 | Sörgyári capriccio                                                          | N/A                                     | N/A                      | 1981        |
| 1980 | Szamárbőr                                                                   | Régiségkereskedő                        | Alain Cuny               | 1982        |
| 1981 | Egy sikertelen hadjárat története (1. magyar szinkron)                      | Ralls ezredes                           | Pat Hingle               | 1988        |
| 1981 | Kopogós römi                                                                | Weller Martin                           | Hume Cronyn              | 1987        |
| 1981 | Ragtime                                                                     | Booker T. Washington                    | Moses Gunn               | 1985        |
| 1981 | Szentivánéji álom                                                           | Égeus                                   | Geoffrey Lumsden         | 1986        |
| 1981 | Vabank                                                                      | N/A                                     | N/A                      | 1982        |
| 1982 | A Vörös Pimpernel                                                           | de St. Cyr márki                        | Geoffrey Toone           | 1988        |
| 1982 | Fruza                                                                       | N/A                                     | N/A                      | 1988        |
| 1982 | Házasodjunk, vagy tán mégse? (1. magyar szinkron)                           | Tim McCullen, Paula apja                | Barnard Hughes           | 1991        |
| 1982 | Kicsi, de szemtelen                                                         | N/A                                     | N/A                      | 1986        |
| 1982 | Nyaraló gyilkosok                                                           | Mr. Flewitt                             | Richard Vernon           | 1985        |
| 1983 | A Hold vizei                                                                | Selby ezredes                           | Richard Vernon           | 1986        |
| 1983 | A kék ruha                                                                  | N/A                                     | N/A                      | 1985        |
| 1983 | Krimileckék – 5. rész                                                       | Paul Albert Krumm                       | Maxwell St. John         | 1986        |
| 1983 | Reggeli az ágyban                                                           | Ernst Martin                            | Herbert Köfer            | 1985        |
| 1983 | Támadás a Krull bolygó ellen (1. magyar szinkron)                           | Seer                                    | John Welsh               | 1985        |
| 1983 | Tévedések vígjátéka                                                         | Aegeon                                  | Cyril Cusack             | 1987        |
| 1983 | Végre vasárnap! (1. magyar szinkron)                                        | Lablache                                | Georges Koulouris        | 1984        |
| 1984 | A genfi dr. Fischer                                                         | Steiner                                 | Cyril Cusack             | 1987        |
| 1984 | A láthatatlan ember                                                         | Háziúr                                  | Emmanuil Geller          | 1986        |
| 1984 | A sznob                                                                     | Christian apja                          | Sigfrit Steiner          | 1985        |
| 1984 | Egy céltudatos asszony                                                      | N/A                                     | N/A                      | 1991        |
| 1984 | Halálos szerelem (1. magyar szinkron)                                       | Simon apja (hangja a telefonban)        | N/A                      | 1986        |
| 1984 | Nincs kettő négy nélkül                                                     | Hasonmás-ügynökség igazgatója           | Harold Bergman           | 1986        |
| 1984 | Végzetes látomás (1. magyar szinkron)                                       | Victor Worheide                         | Andy Griffith            | 1988        |
| 1985 | Az én kis falum                                                             | Prágai igazgató                         | Milan Steindler          | 1987        |
| 1985 | Dávid király                                                                | Ahimelech főpap                         | Hurd Hatfield            | 1991        |
| 1985 | Lóvátett lovagok                                                            | Sir Nathaniel                           | John Burgess             | 1987        |
| 1985 | Őrangyal az Orient Expresszen                                               | Meredith Gascoyne                       | Maurice Denham           | 1988        |
| 1986 | A birodalom védelme                                                         | N/A                                     | N/A                      | 1988        |
| 1986 | Bunbury, avagy hogyan legyünk győzők                                        | Lane                                    | John Woodnutt            | 1990        |
| 1986 | Caspar David Friedrich, avagy A kor béklyói                                 | Ernst Moritz Arndt                      | Hans Quest               | 1990        |
| 1986 | Negyedik emelet 1-3.                                                        | N/A                                     | N/A                      | 1989        |
| 1986 | Őrült küldetés 4.                                                           | N/A                                     | N/A                      | 1991        |
| 1987 | A Beiderbecke-felvételek                                                    | Wheeler                                 | Keith Smith              | 1989        |
| 1987 | Kelj fel és járj!                                                           | H. P. Truman                            | John McLiam              | 1990        |
| 1988 | Asszonyok a teljes idegösszeomlás szélén (1. magyar szinkron)               | Lucía apja                              | Eduardo Calvo            | 1989        |
| 1988 | Az aranyműves boltja                                                        | Az ékszerész                            | Burt Lancaster           | 1991        |
| 1988 | Lángoló Mississippi (1. magyar szinkron)                                    | Bíró                                    | Thomas B. Mason          | 1990        |
| 1989 | A szerelem tengere (1. magyar szinkron)                                     | Frank Keller, Sr.                       | William Hickey           | 1989        |
| 1989 | Az utolsó ellenség                                                          | Arthur Drysdale                         | Michael Aldridge         | 1991        |
| 1989 | Batman 1.: Batman                                                           | Alfred Pennyworth                       | Michael Gough            | 1989        |
| 1989 | Drugstore Cowboy                                                            | N/A                                     | N/A                      | 1992        |
| 1989 | Semmelweis Ignác – Az anyák megmentője                                      | Klein                                   | Franz Stoss              | 1989        |
| 1990 | Ébredések                                                                   | Dr. Peter Ingham                        | Max von Sydow            | 1991        |
| 1990 | Ollókezű Edward                                                             | A feltaláló                             | Vincent Price            | 1991        |

### Sorozatok
| Év        | Cím                                                      | Szereplő                                       | Színész                  | Szinkron év |
| --------- | -------------------------------------------------------- | ---------------------------------------------- | ------------------------ | ----------- |
| 1957      | Zorro I. (1. magyar szinkron)                            | Carlos Galindo bíró                            | Vinton Hayworth          | 1969        |
| 1961      | Twist Olivér                                             | Fagin                                          | Max Adrian               | 1970        |
| 1965      | A rózsák háborúja                                        | Ratcliff                                       | John Corvin              | 1970        |
| 1966      | Támadás egy idegen bolygóról I.                          | Dr. Reynard                                    | Murray Matheson          | 1979        |
| 1966-1970 | A négy páncélos és a kutya                               | Franek Wichura                                 | Witold Pyrkosz           | 1967-1972   |
| 1967      | A Forsyte Saga                                           | Gumming doktor                                 | Lee Fox                  | 1970        |
| 1967      | A Forsyte Saga                                           | Botterill, felszólaló részvényes               | Austin Trevor            | 1970        |
| 1967      | Lagardère lovag kalandjai 1-6. (2. magyar szinkron)      | Faënza                                         | Lionel Vitrant           | 1989        |
| 1968      | Az ükhadsereg I.                                         | Charles Godfrey közlegény                      | Arnold Ridley            | 1976        |
| 1968      | Baal lovagjai                                            | Jacques Arnaud „Diogenész”                     | Raymond Bussières        | 1971        |
| 1968      | Colt és muzsika                                          | Doktor Bourbon                                 | Aroldo Tieri             | 1971        |
| 1968      | Nicholas Nickleby                                        | Arthur Gride                                   | Geoffrey Bayldon         | 1970        |
| 1968      | Nicholas Nickleby                                        | Mr. Bonney                                     | John Moore               | 1970        |
| 1969      | A felügyelő                                              | Robert Kersky (7. részben)                     | Ernst Fritz Fürbringer   | 1974        |
| 1969      | A kegyelmes úr szárnysegédje 1-5.                        | Kovalevszkij tábornok                          | Vlagyiszlav Sztrzselcsik | 1971        |
| 1969      | Michal úr kalandjai                                      | N/A                                            | N/A                      | 1971        |
| 1971      | Columbo I. (1. magyar szinkron)                          | Arthur Kennicutt                               | Ray Milland              | 1977        |
| 1971      | Erzsébet királynő 1-6.                                   | William Cecil (Lord Burghley)                  | Ronald Hines             | 1974        |
| 1972      | Parasztok                                                | Roch                                           | Józef Nowak              | 1974        |
| 1973      | A tavasz tizenhét pillanata                              | Krüger                                         | Jevgenyij Kuznyecov      | 1974        |
| 1973      | Vivát, Benyovszky!                                       | Hiavi                                          | Imrich Petyko            | 1973        |
| 1975      | Columbo V. (1. magyar szinkron)                          | N/A                                            | N/A                      | 1978        |
| 1975      | Gruntoveci emberek                                       | Franc Ozbolt                                   | Zvonimir Ferenčić        | 1979        |
| 1975      | Petrocelli II. (1. magyar szinkron)                      | N/A                                            | N/A                      | 1983        |
| 1977      | A názáreti Jézus 1-4.                                    | Simeon                                         | Ralph Richardson         | 1990        |
| 1977-1980 | Muppet Show II-V. (1. magyar szinkron is)                | Statler                                        | Richard Hunt             | 1981-1985   |
| 1978      | A bábu 1-9.                                              | További szereplők                              | N/A                      | 1980        |
| 1978      | Az Angyal visszatér                                      | Lorenzo herceg                                 | Maurice Denham           | 1980        |
| 1979      | Most és mindörökké                                       | Barney Slater tábornok                         | Andy Griffith            | 1981        |
| 1979-1980 | Dallas II-III.                                           | Willard „Digger” Barnes                        | Keenan Wynn              | 1990-1991   |
| 1980      | Ma egy házban                                            | Josef Petrbok                                  | Martin Růžek             | 1985        |
| 1980      | Rougonék szerencséje 1-5.                                | Pierre Rougon                                  | Christian Barbier        | 1984        |
| 1982      | Marco Polo                                               | A velencei dózse                               | John Gielgud             | 1984        |
| 1982      | Tom, Dick és Harriet I.                                  | Arnold Stilwell                                | Donald Eccles            | 1991        |
| 1982      | Tom, Dick és Harriet I.                                  | Csapos                                         | Bill Pertwee             | 1991        |
| 1983      | A repülő fiú                                             | Langmejer professzor                           | Jirí Sovák               | 1986        |
| 1984      | Ausztrál expressz II.                                    | Dr. Collins, az orvos                          | Don Crosby               | 1991        |
| 1984      | Mindenki tanköteles                                      | N/A                                            | N/A                      | 1988        |
| 1984      | Sherlock Holmes kalandjai 1-4, 6-7. (1. magyar szinkron) | Lord Holdhurst                                 | Ronald Russell           | 1986        |
| 1985      | Grant kapitány gyermekei                                 | Pierre-Jules Hetzel                            | Koszta Conev             | 1989        |
| 1986      | Tetthely                                                 | Paul Rhese, szálloda-tulajdonos (185. részben) | Ullrich Haupt            | 1989        |

### Derrickepizódjai
| Év   | Évad | Epizód | Epizódcím                                                | Szereplő                 | Színész                | Szinkron év |
| ---- | ---- | ------ | -------------------------------------------------------- | ------------------------ | ---------------------- | ----------- |
| 1975 | 2    | 6      | Paddenberg (1. magyar szinkron)                          | Oswald Paddenberg        | Peter Pasetti          | 1978        |
| 1976 | 3    | 1      | A kolibrik halála (1. magyar szinkron)                   | Dr. Scheibnitz           | Ernst Schröder         | 1978        |
| 1976 | 3    | 8      | A saját szakállára (1. magyar szinkron)                  | Euler                    | Karl John              | 1978        |
| 1981 | 8    | 11     | A gyilkosok órája / A gyilkos ideje (1. magyar szinkron) | Mahler úr                | Hans Caninenberg       | 1984        |
| 1983 | 10   | 4      | A tettes virágot küld                                    | Baruda úr                | Ernst Fritz Fürbringer | 1986        |
| 1984 | 11   | 8      | Egy gyilkossal kevesebb                                  | N/A                      | N/A                    | 1987        |
| 1985 | 12   | 5      | Tűz a vízen / Halottnak nyilvánítva (1. magyar szinkron) | Bruno Heffner, cégvezető | Klaus Höhne            | 1987        |
| 1985 | 12   | 6      | Halálos hallgatás                                        | N/A                      | N/A                    | 1988        |
| 1988 | 15   | 3      | Néhány szép nap                                          | Rudolf Beermann          | Hans Caninenberg       | 1990        |
| 1988 | 15   | 12     | Egyfajta gyilkosság                                      | N/A                      | N/A                    | 1989        |
| 1989 | 16   | 2      | A Kissler-gyilkosság                                     | Karl Bode                | Hans Caninenberg       | 1991        |

### Rajz- és animációs filmek
| Év   | Cím                                              | Szereplő                            | Szinkronhang      | Szinkron év |
| ---- | ------------------------------------------------ | ----------------------------------- | ----------------- | ----------- |
| 1950 | Tom és Jerry – 50. rész: Jerry és az oroszlán    | Oroszlán                            | Frank Graham      | 1988        |
| 1967 | A dzsungel könyve                                | Hadnagy elefánt                     | N/A               | 1979        |
| 1969 | Aladdin és a csodalámpa                          | Lila fa                             | N/A               | 1970        |
| 1972 | Tintin és a cápák tava (1. magyar szinkron)      | N/A                                 | N/A               | 1983        |
| 1973 | A bűvös kő és a csodakút (magyar szinkron)       | Király                              | Martin Hirthe     | 1976        |
| 1973 | A mesék birodalmában                             | Andersen, a meseíró                 | Rafael de Penagos | 1977        |
| 1974 | Visszatérés Óz földjére                          | Bádogember                          | Danny Thomason    | 1976        |
| 1975 | A csodálatos papucs                              | Sportkommentátor                    | Rolan Bikov       | 1984        |
| 1976 | Csizmás Kandúr a világ körül                     | Suzanna apja                        | N/A               | 1978        |
| 1976 | Vadnyugati mackókaland                           | Fekete Villám főnökA hódok vezetője | N/A               | 1977        |
| 1977 | Lolka és Bolka a Föld körül (1. magyar szinkron) | Japán filmrendező                   | N/A               | 1978        |
| 1978 | Hüvelyk Panna                                    | Tücsök                              | N/A               | 1983        |
| 1979 | A király és a madár                              | N/A                                 | N/A               | 1983        |
| 1982 | Aladdin és a csodalámpa (1. magyar szinkron)     | Vásári kikiáltó                     | N/A               | 1986        |

### Rajzfilmsorozatok
| Év        | Cím                                            | Szereplő                            | Szinkronhang      | Szinkron év |
| --------- | ---------------------------------------------- | ----------------------------------- | ----------------- | ----------- |
| ?         | Képtelen képes történelem I.                   | Eurüsztheusz                        | N/A               | 1977        |
| 1958-1960 | Foxi Maxi show                                 | További szereplők                   | N/A               | 1963-1965   |
| 1961      | Turpi úrfi (1. magyar szinkron)                | Izé / Csoki                         | Leo De Lyon       | 1969        |
| 1962      | A Jetson család I. (1. magyar szinkron)        | Montague Jetson                     | N/A               | 1990        |
| 1962-1964 | Frédi és Béni III-V. (1. magyar szinkron)      | Tex bácsi                           | Hal Smith         | 1974        |
| 1962-1964 | Frédi és Béni III-V. (1. magyar szinkron)      | Fenőkövi Orbán / Kőfej Csöpi        | Don Messick       | 1977-1980   |
| 1965      | Atom Anti                                      | Von Trükk professzorDoktor Krakéler | Allan Melvin      | 1989        |
| 1975      | Tom és Jerry új kalandjai (1. magyar szinkron) | Erdőkerülő / Vadőr (+ Kokas László) | N/A               | 1987        |
| 1983      | 80 nap alatt a Föld körül Willy Foggal         | Lord Guiness                        | Alfonso Santigosa | 1986        |
| 1985      | Az elsüllyedt világok I.                       | Vizsgáló robot                      | N/A               | 1988        |
| 1987      | Kacsamesék I.                                  | Dr. Lúdmáj Von Furakacsa            | Arte Johnson      | 1991        |

## Hangjáték, rádió
- Aldous Huxley: A majom és a lényeg (1962)
- Mikszáth Kálmán: Két választás Magyarországon (1964)
- Arisztophanész: Az akharnaibeliek (1965)
- Bokor Péter: Elloptak egy Nobel-díjat (1965)
- Sarkadi Imre: A gyáva (1967)
- Homérosz: Odüsszeia (1970)
- Maupassant, Guy de: A szépfiú (1970)
- Rolland, Romain: Colas Breugnon (1970)
- Cholnoky László: Csodálatos emberkék (1971)
- Mesterházi Lajos: Hobby (1971)
- Mándy Iván: Pesti mozik (1973)
- Anton Pavlovics Csehov: Színészhistóriák (1974)
- Gyárfás Miklós: Szívdobogás a cseresznyefa alatt (1974)
- Kolozsvári Grandpierre Emil: Négy-öt magyar összehajol (1976)
- Gárdonyi Géza: A láthatatlan ember (1977)
- Hegedűs Géza: Erdőntúli veszedelem (1977)
- Lengyel Balázs: A szebeni fiúk (1977)
- Boldizsár Iván: Csizma és szalonna (1978)
- ÍRÓVÁ AVATNAK - Sütő András indulása (1982)
- Theodor Storm: Csak az öröklétben (1982)
- Bárdos Pál: Volt itt egy asztalos (1983)
- Kós Károly: Varjú nemzetség (1983)
- Déry Tibor: Kedves Bópeer (1985)
- Kolin Péter: Elrendezés (1985)
- Benedek Elek-Illyés Gyula: Az égig érő fa (1986)
- Kambanélisz, Jákovosz: Sok hűhó Rodoszért (1987)
- Ladislav Fuks: Boldogultak bálja (1993)